# Mechraa Houari Boumedienne
Mechraa Houari Boumedienne è un comune dell'Algeria, situato nella provincia di Béchar.